# Croce commemorativa della 6ª Armata
La croce commemorativa della 6ª Armata (Armata degli Altipiani) fu una medaglia non ufficiale realizzata per iniziativa privata, rivolta a tutti coloro che avessero militato nella 6ª Armata dell'esercito italiano durante la prima guerra mondiale.

## Insegne
- La  medaglia era costituita da una croce greca a braccia squadrate in bronzo, avente al centro due rami d'alloro incrociati con in alto lo stemma del regno d'Italia e sotto quello del Regno Unito (a sinistra) e della Repubblica Francese (a destra). Sul retro continuano i rami intrecciati d'alloro con, lungo le braccia orizzontali, la scritta "NELLA FEDE FRATELLI E NELLA VITTORIA - ARMATA ALTIPIANI".
- Il  nastro riprendeva i colori delle tre nazioni alleate in maniera asimmetrica: a sinistra vi era una piccola striscia blu-bianco-rosso-bianco-blu accompagnata da una grande striscia rossa (bandiera inglese), affiancata da una fascia blu-bianco-rosso (bandiera francese) e da una verde-bianco-rosso (bandiera italiana).[1]